# Jan Ciepiela
Jan Ciepiela (né le 21 janvier 1989 à Świętochłowice) est un athlète polonais, spécialiste du 400 m et du relais 4 × 400 m.

## Biographie
Son meilleur temps est de 45 s 81, obtenu à Kaunas le 17 juillet 2009 pour remporter la médaille de bronze aux Championnats d'Europe espoirs d'athlétisme 2009.

### Palmarès
| Date | Compétition                    | Lieu     | Résultat | Épreuve   | Performance   |
| ---- | ------------------------------ | -------- | -------- | --------- | ------------- |
| 2009 | Championnats d'Europe en salle | Turin    | 3e       | 4 × 400 m | 3 min 07 s 04 |
| 2009 | Championnats d'Europe espoirs  | Kaunas   | 3e       | 400 m     | 45 s 81       |
| 2009 | Championnats d'Europe espoirs  | Kaunas   | 1re      | 4 × 400 m | 3 min 03 s 74 |
| 2012 | Championnats d'Europe          | Helsinki | 4e       | 4 × 400 m | 3 min 02 s 37 |